# Konsens
Der Konsens bedeutet die übereinstimmende Meinung von Personen zu einer bestimmten Frage ohne verdeckten oder offenen Widerspruch. Konsens ist damit das Gegenteil zum Dissens.

## Herkunft
Das Wort Konsens [kɔnˈzɛns] wurde in der Kanzleisprache im 15. Jahrhundert aus lateinisch cōnsēnsus im Sinne von ‚Überein-, Zustimmung‘ entlehnt. Cōnsēnsus gehört zu lat. cōnsentīre, das ‚zusammen-, überein-, zustimmen‘ bedeutet.
In amtlichen, meist von Gerichten geführten Konsensbüchern (siehe Amtsbuch) wurden beglaubigte Schulden und dinglichen Lasten eingetragen. In Konsensbriefen gab  der Landesherr seine Zustimmung zu bestimmten Akten, z. B. dem Verkauf von Lehen. Die Gebühren bezeichnete man als Konsensgeld.
Den Titel Consensus tragen jene historischen Urkunden und Schriften, in denen eine erzielte Übereinstimmung zwischen protestantischen Konfessionen dokumentiert ist.

## Konsens in der politischen Theorie
In der politischen Theorie ist Konsens im Sinne einer Kategorie ein zentrales Thema der Identitätstheorie: Sie meint Vorstellungen, die Dissens und Vielfalt in einer Gesellschaft als störend beschreiben. Solche Vorstellungen finden sich u. a. bei Platon, Jean-Jacques Rousseau (volonté générale), Karl Marx oder Carl Schmitt. Demgegenüber steht die Pluralismustheorie – z. B. Ernst Fraenkel und Hannah Arendt – mit ihren Vorläufern von Aristoteles über John Locke (agree to disagree) bis hin zu Immanuel Kant.
Mit der Gefahr eines Missbrauchs des Konsensverfahrens zur politischen Manipulation hat sich insbesondere Karl Popper in seinem Werk Die offene Gesellschaft und ihre Feinde auseinandergesetzt. Max Scheler sieht dagegen Gefühlsansteckung (unbewusst wirkende Übertragung von Sinn- und Wissensinhalten) als Ursache für die Entstehung eines Konsenses.

## Konsens im Rechtssystem
Der Konsens existiert als Gegenpart zum Dissens im Vertragsrecht. Damit ist die Übereinstimmung der Willenserklärungen beider Vertragspartner über die Punkte des Vertrages gemeint. Es besteht daher keine Problematik bei Entstehung als auch bei der Auslegung, wodurch der Vertrag rechtskräftig zustande gekommen ist. Da beim Konsens keine Probleme vorhanden sind, ist er nicht explizit im Bürgerlichen Gesetzbuch im Sinne einer Legaldefinition geregelt: Der Konsens wird als ein Normalzustand im Vertragsrecht angenommen. Einigungsmängel können irrtumsbedingt eintreten (siehe beispielsweise: Inhaltsirrtum, Erklärungsirrtum).

## Konsens in der Wissenschaft
Der wissenschaftliche Konsens ist eine weitgehende Übereinstimmung in Fachkreisen, was der Stand der Wissenschaft zu einer Frage ist. Ein hergestellter wissenschaftlicher Konsens trägt innerhalb der Fachkreise nicht zur Wahrheitsfindung bei, der Stand der Wissenschaft muss trotz Konsens nicht wahr sein. Er ist aber wichtig als eine Grundlage für die Entscheidungsfindung in Öffentlichkeit, Politik oder Recht.

## Konsens in der technischen Normung
Konsens wird in der Normung definiert als „allgemeine Zustimmung, die durch das Fehlen aufrechterhaltenen Widerspruches gegen wesentliche Inhalte seitens irgendeines wichtigen Anteils der betroffenen Interessen und durch ein Verfahren gekennzeichnet ist, das versucht die Gesichtspunkte aller betroffenen Parteien zu berücksichtigen und alle Gegenargumente auszuräumen.“ (DIN EN 45020 Normung und damit zusammenhängende Tätigkeiten Allgemeine Begriffe)

## Konsens als Ziel bei Gruppenentscheidungen
Um in einer Gruppe einen Konsens erreichen zu können, müssen alle Personen die Gelegenheit haben, ihren Widerspruch gegen die Entscheidung zu äußern. Das bedeutet noch nicht gleichzeitig eine erkennbar hohe Zufriedenheit der Beteiligten mit der Entscheidung: Zufriedenheit und Zustimmung sind nicht nur Zeichen fehlenden Widerstands, sondern völlig unterschiedlich geartete psychische Qualitäten. Selbst in einer Einzelperson können Zustimmung und Ablehnung für eine Alternative gleichzeitig vorhanden sein: Die Person kann durchaus ambivalent empfinden („zwei Seelen in meiner Brust“). Aus einem geringen oder nicht vorhandenen Widerstand auf eventuelle Zustimmung zu schließen, ist nicht möglich. Auch eine Zustimmung schließt nicht aus, dass es trotzdem Widerstand gibt.
Dementsprechend wird bei Entscheidungen nach dem Konsensprinzip die Position der einzelnen Gruppenmitglieder zumeist noch genauer abgestuft und erfasst:
- Das Mitglied steht hinter der Entscheidung und trägt sie vollinhaltlich mit.
- Das Mitglied trägt die Entscheidung mit, äußert aber Bedenken dazu, welche zumeist protokolliert werden sollten.
- Das Mitglied enthält sich, es überlässt den anderen die Entscheidung und trägt sie mit.
- Das Mitglied kann die Entscheidung nicht mittragen, äußert schwere Bedenken (die zumeist protokolliert werden müssen). Es verzichtet aber auf einen formalen Einspruch, um die Entscheidungsfähigkeit der Gruppe nicht zu behindern.
- Das Mitglied steht beiseite. Es kann dem Vorschlag weder zustimmen noch ihn mittragen. Es möchte jedoch nicht blockieren und stellt sich deswegen abseits.
- Das Mitglied erhebt formalen Einspruch gegen den Entscheid (vgl. Veto). Wenn dieser Fall auch nur für ein einziges Gruppenmitglied zutrifft, dann gibt es keinen Konsens in der Gruppe. In der Praxis kann die Schranke für einen Dissens zuweilen höher gesetzt werden, um Entscheidungen im Konsens zu ermöglichen.

Inwieweit die einzelnen Gruppenmitglieder ihre Motive authentisch vertreten, kann von außen nur unzureichend beurteilt werden. Fehlende Aufrichtigkeit ist mit einem rudimentären Konsensbegriff durchaus vereinbar. Soll bei den Gruppenmitgliedern hinsichtlich der in Frage stehenden Thematik Aufrichtigkeit vorausgesetzt werden, dann ist dies eine Übereinstimmung, die zuvor ebenfalls im Konsens gefunden werden kann. Der Nachteil ist, dass die Konsensfindung ein langwieriger Prozess sein kann.

## Entscheidungsmethoden

### Methoden der Gleichbehandlung
- Die Suche nach dem allgemeinen Konsens in der Gruppe erfolgt zumeist durch intensive Diskussionen unter den Gruppenmitgliedern.
- Entscheidungen nach dem Konsensprinzip: Zuerst wird der allgemeine Konsens gesucht. Falls dieser nicht gefunden werden kann, werden Konvergenzmethoden eingesetzt, um den verbleibenden Restwiderstand zu reduzieren (z. B. durch Mediation) oder ihn einvernehmlich schließlich zu übergehen.
- Entscheidungen, für die nur die Zustimmung in der Gruppe ausschlaggebend ist: Der Widerstand der Gruppenmitglieder spielt bei diesen Verfahren keine Rolle. Es wird nur die individuelle Zustimmung aller Gruppenmitglieder zu verschiedenen Entscheidungsalternativen erhoben und daraus die kollektive Zustimmung der Gruppe ermittelt. Zu diesem Zweck gibt es unterschiedliche Aggregationsverfahren, welche zu durchaus verschiedenen Ergebnissen führen können:
  - Die Entscheidung nach Mehrheit: Falls dabei keine Entscheidungsalternative die absolute Mehrheit erhält, werden oft mehrere Wahlgänge durchgeführt, damit schlechter gereihte Alternativen sukzessive ausgeschlossen werden (runoff methods; z. B. „Stichwahl“).
  - Die Vorzugswahl (Ranked Voting) in verschiedenen Ausprägungen: Dabei werden die einzelnen Entscheidungsalternativen von jedem Beteiligten entsprechend seiner individuellen Präferenz gereiht und daraus – auf für jede Ausprägung spezifische Art – eine kollektive Reihung ermittelt (z. B. „Schulze-Methode“).
  - Die Bewertungswahl (Range Voting): Dabei wird jede Alternative von jedem Abstimmenden entsprechend seiner individuellen Präferenz mit Zahlen (Punkten) aus einem vorgegebenen Intervall, zum Beispiel 0 bis 99 oder 1 bis 10 bewertet, wobei höhere Werte höheren individuellen Präferenzen entsprechen. Danach werden die vergebenen Werte für jede Entscheidungsalternative summiert. Die Entscheidungsalternative mit der höchsten Summe erhält in der Gruppe die größte Zustimmung und gilt dementsprechend als „Gewinner“. Entscheidungen durch Punktewertungen sind vor allem aus dem Sport bekannt.

### Methoden der Gewichtung
Dabei geht es zumeist weniger um Inhalte als um den Erhalt bzw. die Verschiebung der Gewichtungen unter den Beteiligten. Dies spiegelt sich dann auch oft unter den Resultaten:
Der faule KompromissAus Gründen der Machtbalance wird unter den Gegenspielern ein Interessensausgleich herbeigeführt. Das zeigt sich in Gruppen häufig nach heftigen und langen Konflikten. Dann gibt entweder eine Konfliktpartei nach, damit man endlich zu einer Entscheidung gelangt. Bei nächstbester Gelegenheit wird von dieser Konfliktpartei dann ein Vorrecht zur Entscheidung eingefordert. Oder es geben beide Parteien nach, um sich durch Abtausch näher zu kommen.
Das Gewinner-Verlierer-SpielHier setzt sich derjenige durch, der am überzeugendsten auftritt, die anderen aber nicht zum Zuge kommen lässt. Er bringt seine Gegner mittels Manipulation oder durch Machtmittel zum Schweigen und zur Resignation.